# Americano do Brasil
Americano do Brasil é um município brasileiro do interior do estado de Goiás, Região Centro-Oeste do país. Sua população, estimada pelo Instituto Brasileiro de Geografia e Estatística (IBGE), era de 6 018 habitantes em 2017.